# Pasaże

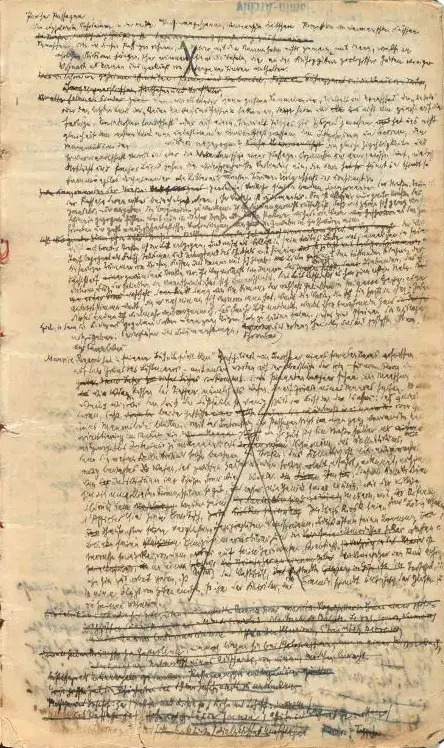
Fragment rękopisu utworu

Pasaże (oryg. niem. Das Passagen-Werk) – nieukończone dzieło Waltera Benjamina, nad którym filozof pracował od 1927 roku aż do swojej tragicznej śmierci w 1940. 
Docelowo miało się prawdopodobnie składać z pięciu lub sześciu rozdziałów, w których Benjamin zawarłby liczne cytaty, wyimki i fragmenty opatrzone i spojone jego rozważaniami teoretycznymi. Zgromadzone materiały dotyczyły Paryża, jego pasaży, ulic, mody, reklamy, oświetlenia, flanerów, kolei, giełdy, gospodarki, nudy i in. Pierwsza publiczna informacja o Pasażach pojawiła się już po śmierci filozofa – w tekście Theodora Adorno z 1950 roku pt. Charakteristik Walter Benjamin; można było także o nich przeczytać w listach Benjamina, opublikowanych w 1966 roku. Do dzisiaj zachowały się jedynie fragmenty pracy filozofa, cytaty i luźne notatki, zawierające zarys pomysłów; niektóre z zachowanych refleksji Benjamina nie są wyodrębnione wyraziście od cytatów, trudno też ocenić, które z pomysłów znalazłyby się w gotowym tekście, a które zostałyby zarzucone oraz w jaki sposób materiał zostałby ostatecznie uporządkowany.